# Sahara (2017)
Sahara är en fransk-kanadensisk animerad film från 2017.

## Handling
En ung kobra och hennes bästa vän, en skorpion, reser genom Saharaöknen för att rädda en nyfunnen kärlek.

## Rollista

### Franska och engelska röster
- Omar Sy – Ajar
- Louane – Eva
- Franck Gastambide – Pitt
- Vincent Lacoste – Gary
- Ramzy Bedia – Chef Chef
- Clovis Cornillac – Ver Luisant
- Jean Dujardin – George
- Grand Corps Malade – Omar
- Reem Kherici – Alexandrie
- Jonathan Lambert – Michael
- Sabrina Ouazani – Alexandra
- Marie-Claude Pietragalla – Pietra
- Mathilde Seigner – Rita
- Michaël Youn – Poisson des sables
- Roschdy Zem – Saladin

### Svenska röster
- Eddie Hultén – Gary
- Daniel Melén – Ajar
- Filippa Åberg – Eva
- Melker Duberg – Stickan
- Norea Sjöquist – Emily
- Jonas Kruse – Jerry
- Joakim Tidermark – Touareg
- Annika Herlitz – Pietra
- Anastasios Soulis – George
- Annelie Berg Bhagavan – Natasha
- Anders Beckman – Omar
- Dorothea Norling – Lulu Belle
- Sebastian Karlsson – sergeant
- Oscar Harryson – kapten Kapten
- Erik Wendt – Touaregs son
- Övriga röster – Adam Fietz, Anastasios Soulis, Anders Beckman, Annelie Berg Bhagavan, Annika Herlitz, Joakim Tidermark, Jonas Kruse, Norea Sjöquist, Oscar Harryson, Dorothea Norling, Sebastian Karlsson
- Regissör, sånginstruktör och tekniker – Henrique Larsson
- Översättare och sångtexter – Mikael Roupé
- Svensk version producerad av BTI Studios[3]